# Wolfgang Michlmayr
Wolfgang Michlmayr (* 30. Mai 1938 in Bitburg, Deutschland) ist ein österreichischer Politiker (SPÖ) deutscher Herkunft.

## Leben
Wolfgang Michlmayr kam bereits als Kind mit seinen Eltern von Deutschland nach Österreich, wo er nach dem Besuch der Pflichtschulen an der Bundeslehrerbildungsanstalt in Linz studierte. 1958 legte er die Matura ab und inskribierte 1959 an der Universität Innsbruck, an der er bis 1964 Geisteswissenschaften studierte. Nach seiner Promotion im Jahr 1964 arbeitete er drei Jahre lang von 1965 bis 1968 als Lehrer in Bayern, ehe er im Jahr 1969 eine Lehrerstelle an einer AHS in Oberösterreich fand. Aus nicht näher bekannten Gründen gab Michlmayr jedoch Mitte der 1970er Jahre seinen Beruf als Lehrer auf und wurde Angestellter bei der VOEST-Alpine AG, wo er 1977 Abteilungsleiter wurde.
Bereits Mitte der 1960er Jahre gehörte Michlmayr dem Bezirksparteivorstand seiner Partei, der SPÖ, für den Bezirk Rohrbach an. 1976 wurde er zum Bezirksparteivorsitzenden gewählt, eine Funktion, die er bis 1991 innehatte. Ab 1979 bekleidete Michlmayr auch sein erstes Wahlamt, als er für die SPÖ in den Gemeinderat von Rohrbach in Oberösterreich gewählt wurde. Im selben Jahr, im Oktober 1979, wurde er in Wien als Mitglied des Bundesrats vereidigt; er blieb Bundesrat bis Dezember 1983.
Ein Jahr später, 1984, zog er für die SPÖ als Abgeordneter in den Oberösterreichischen Landtag ein, dem er bis 1991 angehören sollte.
1996 legte er auch sein Gemeinderatsmandat in Rohrbach nieder und zog sich ins Privatleben zurück.